# Elapomorphus wuchereri
Elapomorphus wuchereri — вид змій родини полозових (Colubridae). Ендемік Бразилії. Вид названий на честь бразильського герпетолога Отто Вухерера.

## Поширення і екологія
Elapomorphus wuchereri мешкають на сході Бразилії, в штатах Мінас-Жерайс, Еспіріту-Санту і Баїя. Вони живуть у вологих рівнинних атлантичних лісах. Ведуть напівриючий спосіб життя, живляються іншими зміями.